# اصول هیلبرت

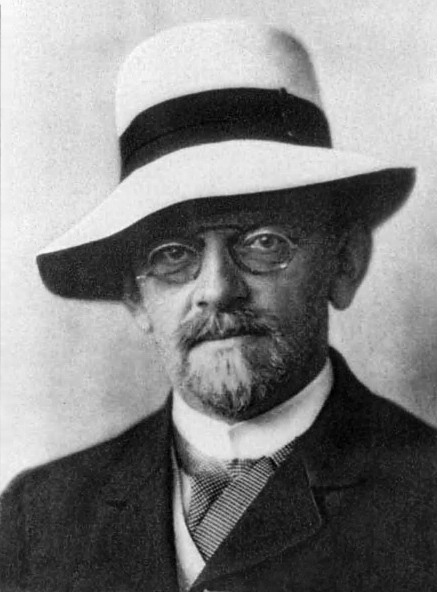
درزمینه هندسی واقلیدسی

اصول یا بنداشت‌های هیلبرت، اصولی مهم در زمینهٔ هندسه اقلیدسی هستند. این اصول به ۶ گروه تقسیم شده‌اند: وقوع، میانبود، پیوستگی، بنداشتهای قابلیت انطباق، ددکیند و توازی. برای مثال اصل توازی، روایتی از اصل پنجم اقلیدس است.